# C'era una volta in Anatolia
C'era una volta in Anatolia (Bir zamanlar Anadolu'da) è un film del 2011 diretto da Nuri Bilge Ceylan.
La pellicola ha vinto il Grand Prix Speciale della Giuria al 64º Festival di Cannes.

## Trama
Nelle steppe dell'Anatolia un assassino conduce la polizia sul luogo dove ha nascosto il corpo di una vittima. L'assassino purtroppo non ricorda o non vuole ricordare tutti gli indizi, e quindi, come conseguenza, la ricerca si fa lunga, lasciando scoprire mano a mano elementi rivelatori.

## Riferimenti in altre pellicole
Il film viene citato in un dialogo del film Taxi Teheran (2014) di Jafar Panahi.